# Cal Frare del Serrat

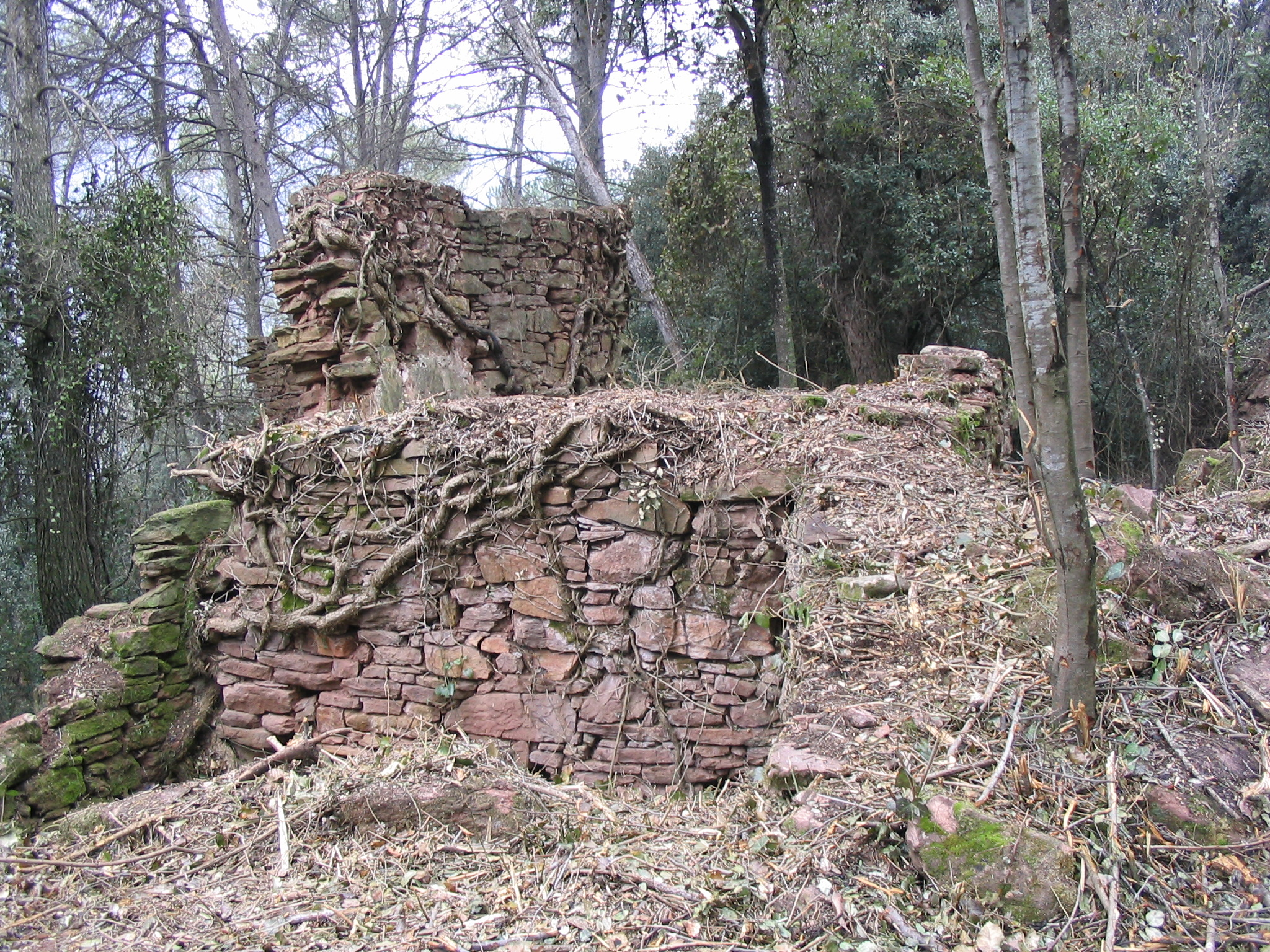
Imatge de Cal Frare del Serrat.

Cal Frare del Serrat-Cal Frare del Congost, és un mas en ruïnes del vilatge de Les Casetes del Congost, a Santa Eugènia del Congost, municipi de Tagamanent (Catalunya)

## Descripció
És una masia del segle xvii en ruïnes situada entre el bosc de La Casa Nova i Can Pere Torn del Serrat. És esmentada en una obra cabdal per conèixer la toponímia de Tagamanent.
Era una casa força gran amb diverses estances a diferents nivells, hi ha temporades que desapareix al bell mig del bosc, només quan es fa una neteja forestal recupera la seva majestuositat.

## Llibre d'Enric Garcia-Pey, Tagamanent, noms de cases i de lloc, Ajuntament de Tagamanent, any 1998
Casa anomenada cal Frare del Serrat o del Congost, tal com veiem en la documentació de meitat del segle xix, i més modernament i temporalment la Pedrera, per l'explotació propera de la pedrera d'en Vila.
..."set cortans vinya quarta qualitat asensada a Salvador Vicens de Casa lo Frare del Congost" APE, ll.RT. núm.29)